# (6300) Hosamu
(6300) Hosamu est un astéroïde de la ceinture principale.

## Description
(6300) Hosamu est un astéroïde de la ceinture principale. Il fut découvert le 30 décembre 1988 à Okutama par Tsutomu Hioki et Nobuhiro Kawasato. Il présente une orbite caractérisée par un demi-grand axe de 3,25 UA, une excentricité de 0,12 et une inclinaison de 1,9° par rapport à l'écliptique.

## Compléments